# Metro: Last Light
Pour les articles homonymes, voir Metro.
Metro: Last Light, précédemment annoncé sous le nom de Metro 2034, est un jeu vidéo de tir en vue à la première personne de type survival horror développé par 4A Games et édité par Deep Silver après le rachat de la licence par Koch Media à THQ début 2013.

## Trame

### Univers
L'univers de Metro: Last Light est le même que Metro 2033. Cependant certaines créatures font leur apparition. Moscou est moins dangereuse en radiation, mais d'autres dangers sont présents dans les rues abandonnées de la capitale, dernière source d'humanité sur Terre.

### Personnages
Le joueur incarne Artyom comme ce fut le cas dans le premier volet.

### Histoire
Un an après les événements de Metro 2033, les Rangers, dont Artyom fait désormais partie, ont pris place dans le complexe militaire de D6. Cet immense bunker construit avant la guerre contient un grand nombre de ressources et de longs tunnels dont l'exploration n'est toujours pas terminée. Une rumeur révélant les richesses que D6 recèle s'est répandue dans le Métro, ravivant les tensions entre les différentes factions qui l'occupent.

## Système de jeu
Metro: Last Light est un jeu de tir à la première personne aux environnements fermés, mais qui propose une approche survival du genre en obligeant le joueur à faire attention à son environnement, notamment par le port d'un masque anti-gaz, la recharge d'une dynamo pour son matériel, l'économie de munitions, etc.
La majorité des évènements se déroule dans le métro de Moscou extrêmement sombre, mais le joueur doit également évoluer dans un environnement extérieur, où il devra porter un masque anti-gaz pour pouvoir respirer.
Le joueur peut acheter des armes, les améliorer, et acheter des munitions en payant avec des munitions datant d'avant l'apocalypse, la monnaie du jeu.
Le joueur a la possibilité d'attaquer les ennemis directement, ou d'agir en toute discrétion en les assommant ou en les tuant,. Il peut ajouter un silencieux à ses armes, ou bien éteindre les lumières de manière manuelle ou en tirant dessus.

## Développement
En décembre 2012, THQ, le premier éditeur du jeu, fait faillite et vend les droits de la franchise Metro à Deep Silver qui repousse la date de sortie du jeu. Le jeu sort le 14 mai en Amérique et le 17 mai 2013 en Europe sur PC, PlayStation 3 et Xbox 360.

## VersionRedux
Metro: Last Light - Redux est une réédition du jeu sortie en 2014. Elle propose des graphismes légèrement améliorés. Canard PC qualifie cette réédition d'échec car il faut « plisser les yeux pour remarquer la gestion plus fine des éclairages [...] ». Elle intègre l'ensemble des contenus supplémentaires.

## Adaptation
Le jeu se tient dans le même univers fictif que celui développé dans les romans originaux Métro 2033 et Métro 2034 de Dmitri Gloukhovski. Contrairement à son prédécesseur, il n'est pas l'adaptation du roman Métro 2034, qui fait lui-même suite au roman de Métro 2033. Il est une suite aux aventures du héros principal : Metro: Last Light prend une direction différente pour rester focalisé sur Artyom, le héros du premier roman et du premier jeu adapté, Metro 2033, tandis que le roman 2034 se focalise sur un personnage secondaire. En mars 2013, le blogue Joystiq affirme qu'un livre intitulé Métro 2035 est en préparation. Dans une interview accordée à 4Player Network, Dmitry Gloukhovski révèle que cet ouvrage sera de nouveau dans l'univers de Métro 2033 (en) et reprendra de manière plus détaillée l'histoire de Last Light, qu'il a également écrite.

### Critiques
1. 1 2  « Test de Métro: Last Light », sur Jeuxvideo.com, 14 mai 2013 (consulté le 4 mai 2022).